# San Juan (Ilocos Sul)
San Juan é um município de  terceira classe de renda municipal (d) na província Ilocos Sul, nas Filipinas. De acordo com o censo de 1 de maio  de  2020 possui uma população de 26 674 pessoas e 6 735 domicílios.